# زتا¹ تلمبه
زتا¹ تلمبه یک ستاره است که در صورت فلکی تلمبه قرار دارد.